# HPgV-2
L'HPgV-2 o pegivirus umano di tipo 2 è il secondo pegivirus umano scoperto. È stato identificato per la prima volta nel 2015 nel sangue di soggetti trasfusi, esso venne inizialmente chiamato hepegivirus 1 perché condivideva alcune caratteristiche genetiche sia con i pegivirus che con gli hepacivirus.
Successivamente l'HPgV-2 è stato scoperto nel sangue di un paziente con infezione da HCV che era stato sottoposto a più trasfusioni di sangue ed era morto per una sepsi ad eziologia non nota. È stato quindi chiamato Human Pegivirus 2. 
L'HPgV-2 è un virus trasmesso dal sangue che causa infezioni croniche a lungo termine, proprio come il virus dell'epatite C (HCV) e il virus GB C (HPgV) - il primo pegivirus umano ad essere stato scoperto, non è noto per essere associato a nessun patologia. Di solito infetta le persone che sono già state infettate dall'HCV e ha una prevalenza dell'1-2% circa in tali soggetti. La sua prevalenza nei soggetti con coinfezione da HCV/HIV è ancora più elevata, fino al 10%. Tuttavia, la sua prevalenza nella popolazione generale in Cina e negli Stati Uniti è molto bassa allo 0,1-0,2%.
L'infezione cronica da HPgV-2 viene mantenuta in presenza di anticorpi anti-inviluppo, come nel caso delle infezioni croniche da HCV, mentre nel caso del virus GB C, la comparsa di anticorpi di solito porta alla risoluzione dell'infezione.
L'HPgV-2 è ora classificato nel genere pegivirus come parte della specie Pegivirus H.
L'HPgV-2 è un virus trasmesso dal sangue che causa infezioni croniche a lungo termine, proprio come il virus dell'epatite C (HCV) e il virus GB C (HPgV). Esso è stato il primo pegivirus umano ad essere stato scoperto per non essendo associato a nessun patologia. Esso di solito infetta le persone che sono già state infettate dall'HCV e ha una prevalenza dell'1-2% circa in tali soggetti. La sua prevalenza nei soggetti con coinfezione da HCV / HIV è ancora più elevata, fino al 10%. Tuttavia, la sua prevalenza nella popolazione generale in Cina e negli Stati Uniti è molto bassa allo 0,1-0,2%. L'infezione cronica da HPgV-2 viene mantenuta in presenza di anticorpi anti-inviluppo, come nel caso delle infezioni croniche da HCV, mentre nel caso del virus GB C, la comparsa di anticorpi di solito porta alla risoluzione dell'infezione.